# Fährstraße 17 (Stralsund)

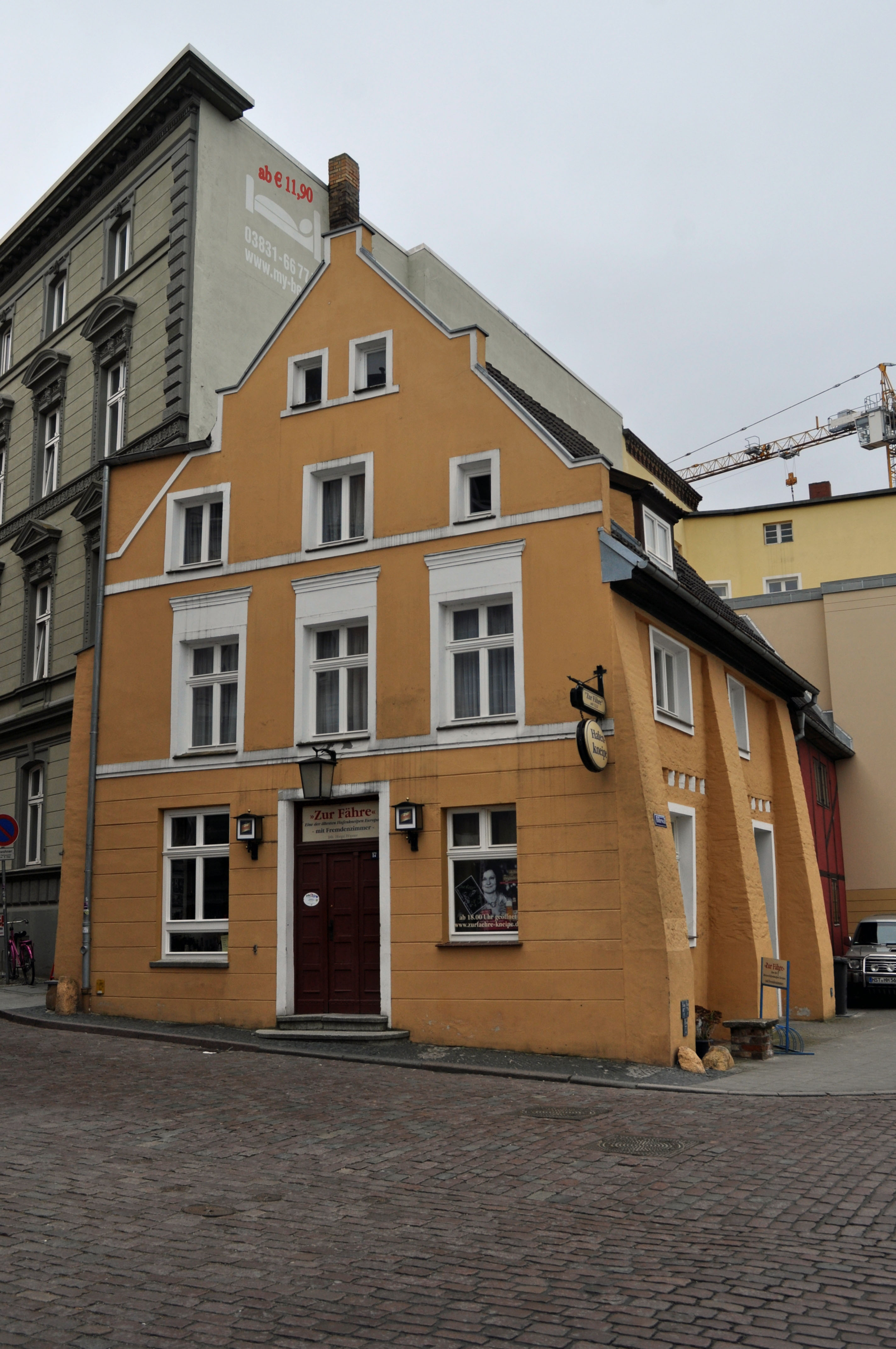
Das Haus Fährstraße 17 in Stralsund (2012)

Das Gebäude mit der postalischen Adresse Fährstraße 17 ist ein denkmalgeschütztes Bauwerk in der Fährstraße in Stralsund, an der Ecke zum Fährwall.
Das verputzte, zweigeschossige Giebelhaus ist im Kern mittelalterlich; das Umfassungsmauerwerk ist erhalten geblieben. Der etwas abgestufte Giebel zur Fährstraße stammt aus dem 18. Jahrhundert. Auf der Rückseite schließt sich ein Kemladen an, der in Fachwerk ausgeführt ist.
Das Haus liegt im Kerngebiet des von der UNESCO als Weltkulturerbe anerkannten Stadtgebietes des Kulturgutes „Historische Altstädte Stralsund und Wismar“. In die Liste der Baudenkmale in Stralsund ist es mit der Nummer 166 eingetragen.
Ursprünglich stand das Gebäude in unmittelbarer Nachbarschaft zum inneren Fährtor, welches heute nicht mehr vorhanden ist.
Im Haus wird eine Kneipe (“Zur Fähre”) betrieben, die auf das Jahr 1332 zurückgeht und damit zumindest die älteste ihrer Art in Stralsund ist und zu den ältesten in Europa zählt.